# Градска општина Нови Београд
Градска општина Нови Београд је градска општина, уједно и насељено место, града Београда и простире се на површини од 4.096 хектара. Према попису становништва из 2011. године било је 214.506 становника. Према подацима са последњег пописа 2022. године у општини је живело 209.763 становника
Градска општина Нови Београд је једна од седамнаест београдских општина. Три године након Другог светског рата, 1948. године, постављен је камен темељац Новог Београда, а 1952. године основана је општина Нови Београд, која се развила у метрополу која и даље расте.

## Географски положај
Нови Београд се налази на левој обали Саве. Административно, његов североисточни део почиње на десној страни Дунава, мало пре ушћа Саве у Дунав. Налази се северозападно од „старог“ Београда, са којим је спојен путем 6 мостова (Бранков мост, Газела, Стари савски мост, Стари и Нови железнички мост, и најновији, преко Аде Циганлије, отворен 2011. године). Европски пут E-75 пролази кроз средиште Новог Београда.

### Географске одлике
Општина Нови Београд заузима површину од 40,96 km². Главна физичка особина Новог Београда је његов раван терен, што представља велики контраст старом делу Београда, који је изграђен на 32 брда. Осим Бежаније, свог западног дела, Нови Београд је изграђен на површини која је у основи била мочвара када је 1948. године отпочела изградња новог града. Годинама је на Нови Београд доношен песак са дунавског Малог ратног острва, све док од њега није преостао мали уски пошумљени појас земље који постоји и данас.
Остале географске одлике Новог Београда су полуострво Ада Циганлија и острво Ада Међица, оба на Сави и залив Зимовник, који окружује Малу Циганлију, у ком се налазе објекти бродоградилишта Београд. Лесне заравни Бежанијске косе се налазе у западном делу општине, док у јужном делу протиче канал Галовица који се улива у Саву.
Од свих београдских градских општина, Нови Београд има највише зелених површина, укупно 3,47 km² или 8,5% своје површине. Највећи површина паркова отпада на парк Ушће. На Новом Београду је 2008. године отворен Парк Република Српска.

## Историја

### Зачетак
Први историјски помен људског насеља на територији данашњег Новог Београда потичу из времена турске владавине над Србијом. Он је пронађен у књизи из 1713. године „Крушевски поменик“ који бележи постојање српског насеља по имену Бежанија најраније 1512. године. Такође помиње да је село имало 32 куће, а тај број је 1810. године нарастао на 115.
Током 18. века становници Бежаније су били искључиво Срби, али након повлачења Турака, нови освајач Аустрија је подстицала насељавање Немаца, Мађара и Хрвата. Између два светска рата, у време Краљевине Југославије, насеље се помера ближе реци Сави и тада настаје Сајмиште (сада је то Старо Сајмиште) и Ново Насеље.
Први урбанистички планови који су планирали ширење Београда на леву обалу Саве су направљени 1923. године, али их је недостатак средстава и људства да се исуши мочварни терен одложио на неодређено време. Београђанин Петар Кокотовић је 1924. године отворио кафану на Тошином бунару коју је назвао „Нови Београд“. После 1945. године Кокотовић је био председник месне заједнице Ново Насеље-Бежанија која је касније израсла у општину Нови Београд. Нешто касније, 1939. године, у Земуну излази и први број недељног листа „Нови Београд“. На Бежанији је 1924. године изграђен аеродром, док је фабрика Рогожарски изграђена 1928. године. Године 1934. планови су проширени на изградњу урбаног језгра који ће повезивати Београд и Земун, пошто је Земун административно припојен граду Београду 1929. године, чиме је изгубио статус града. Такође је подигнуте мост преко Саве и успостављена је трамвајска линија која је спајала Београд и Земун. Саграђен је и земунски аеродром.
На простору данашњег Блока 18, насеље звано Нови Београд настало је 1932. године. До 1940. године је нарасло на седам нумерисаних, паралелних улица, са 450 кућа и преко 3.000 становника.
Године 1938. подигнут је комплекс зграда месној заједници Старо Сајмиште. На површини од 15.000 km2 су се одржавали сајмови и изложбе чији је циљ био да покажу економски развој Краљевине Југославије. Исте те године, општина Београд је потписала уговор са две данске грађевинске компаније да саграде ново насеље. Пројекат је поверен инжењеру Браниславу Нешићу.

### Логор Сајмиште
Године 1941. немачка војска и њени савезници су окупирале Краљевину Југославију. Немачка тајна полиција Гестапо је преузела контролу над Сајмиштем. Гестапо га је окружио са неколико кругова бодљикаве жице и претворио га у затвор. Сајмиште је на крају постало логор за уништење.
До маја 1942. године нацисти су користили логор Сајмиште за ликвидацију Јевреја из Београда и других делова Србије. За време окупације близу 8.000 Јевреја и 32.000 Срба је угушено у душегупкама, стрељано у Јајинцима, или умрло у самом логору. Логор је био активан од октобра 1941. до јула 1944. године. Међу затвореницима су се налазиле српске жене, деца и старци са Козаре, српске и јеврејске породице из Београда и других градова, ромске породице, као и српско становништво из разних сремских насеља. Такође, у логору на Старом сајмишту био је затворен, мучен и ликвидиран велики број српских бораца у који су активно учествовали у покрету отпора против немачких и хрватских нацистичких окупатора. Од априла 1942. године затвореници су пребацивани у усташке логоре Јасеновац и Стару Градишку. Ликвидације заробљеника су трајале све време постојања логора.
Извештај Југословенске државне комисије за злочине окупатора и њихових сарадника проценио је да је око 100.000 затвореника прошло кроз Сајмиште, а да је убијено 48.000 људи. Дана 9. јула 1987. године, Скупштина Београда одлучила је да Старо Сајмиште прогласи културним добром и тиме је заштити од рушења. Споменик сећања жртвама Сајмишта је откривен 21. априла 1995. године.

### Брзи развој
Три године након завршетка Другог светског рата, 11. априла 1948. године изградњу Новог Београда започеле су омладинске радне бригаде. Тај дан се узима за настанак Новог Београда. Зграде су ницале једна за другом, а 1952. године је основана општина Нови Београд, док је 1955. године општина Бежанија припојена Новом Београду. Годинама је Нови Београд био највеће градилиште у Социјалистичкој Федеративној Републици Југославији и извор великог поноса за комунистичке власти које су надгледале тај пројекат.
Пре него што је почела изградња, терен је насут песком из Саве и Дунава како би се исушило мочварно земљиште и подигао ниво земљишта изван домашаја поплава и подземних вода. Само током прве три године на изградњи је радило више од 100.000 радника и инжењера из целе Југославије. Радне бригаде сачињене од становника доведених из сеоских подручја су обезбеђивале већину радне снаге. Чак су и средњошколци и студенти учествовали у изградњи. Радници нису имали потребну механизацију, па је мешање бетона и ношење песка рађено ручно, док су коњске запреге коришћене само за дизање изузетно тешког терета.
Једна од првих завршених зграда била је Палата федерације (данас Палата „Србија“), која је обухватала 75.000 m2 корисне површине која је од тада била дом Савезног извршног већа ФНРЈ и СФРЈ, као и Владе СРЈ и Савета министара Србије и Црне Горе и канцеларија Председника Србије и Црне Горе. До општине се може доћи аутобусима 16 (Карабурма 2 - Нови Београд Похорска), 17 (Коњарник - Земун Горњи Град), 18 (Медаковић 3 - Земун Бачка), 65 (Звездара 2 - Бежанијска коса), 69 (Депо „Сава“ - ГО Нови Београд), 72 (Зелени венац - Аеродром Никола Тесла), 73 (Нови Београд Блок 45 - Батајница), 75 (Зелени венац - Бежанијска коса), 76 (Нови Београд Блок 70А - Бежанијска коса), 77 (Звездара - Бежанијска коса), 78 (Бањица 2 - Земун Нови Град), 83 (Црвени крст - Земун Бачка), 88 (Земун Кеј ослобођења - Нови Железник), 610 (Земун Кеј ослобођења - Јаково), 611 (Земун Кеј ослобођења - Добановци), 612 (Нови Београд Похорска - Нова Галеника), 708 (Нови Београд Блок 70А - Земун Поље) и сезонском линијом АДА 2 (Земун Кеј ослобођења - Ада Циганлија) као и ноћним линијама 15 (Трг Републике - Земун Нови Град), 68 (Трг Републике - Блок 45), 75 (Трг Републике - Бежанијска коса), 601 (Главна железничка станица - Добановци), 603 (Трг Републике - Угриновци), 704 (Трг Републике - Земун Поље) и 706 (Трг Републике - Батајница). Њена будућа намена још увек није одређена.
Прве зграде за становање су били павиљони близу Тошиног бунара. Комплекс Студентског града је изграђен у исто време да би се задовољиле стамбене потребе студената растућег Универзитета у Београду који су долазили из свих делова Србије.
Друге значајне грађевине изграђене у Новом Београду су конгресна дворана Сава центар, Генексове куле, седиште Нафтне индустрије Србије, спортске и концертне дворане Хала спортова и Београдска арена и хотели са 5 звездица Континентал Хотел Београд и Хајат Риџенси. За потребе учесника Универзијаде 2009. у Београду се градило универзитетско село Белвил, које је након завршетка универзијаде продато.
Дан општине је 11. април, дан почетка изградње Новог Београда, а слава Покров Пресвете Богородице, 14. октобар.

### Председници општине Нови Београд
| рб | име и презиме         | избори              | почетак мандата    | крај мандата       | политичка странка |
| -- | --------------------- | ------------------- | ------------------ | ------------------ | ----------------- |
| 1  | Стеван Галогажа       | 1952.               | 1952.              | 1953.              | СКЈ/СКС           |
| 2  | Илија Радека          |                     | 1953.              | 15. новембар 1957. | СКЈ/СКС           |
| 3  | Љубинко Пантелић Чича | 1957.               | 15. новембар 1957. | 1962.              | СКЈ/СКС           |
| 4  | Јова Марић            |                     | 1962.              | 1965.              | СКЈ/СКС           |
| 5  | Перо Ковачевић        | 1965. и 1967.       | 1965.              | 23. април 1969.    | СКЈ/СКС           |
| 6  | Новица Благојевић     | 1969; 1974. и 1978. | 23. април 1969.    | 11. април 1979.    | СКЈ/СКС           |
| 7  | Милан Комненић        |                     | 12. јун 1979.      | 29. април 1982.    | СКЈ/СКС           |
| 8  | Андрија Тејић         | 1982.               | 29. април 1982.    | 1986.              | СКЈ/СКС           |
| 9  | Тома Марковић         | 1986.               | 21. април 1986.    | 1989.              | СКЈ/СКС           |
| 10 | Чедомир Ждрња         | 1989; 1992. и 1996. | 1989.              | 12. октобар 2000.  | СКЈ/СКС/СПС       |
| 11 | Жељко Ожеговић        | 2000. и 2004.       | 12. октобар 2000.  | 2008.              | ДС                |
| 12 | Ненад Миленковић      | 2008.               | 2008.              | 2012.              | ДС                |
| 13 | Александар Шапић      | 2012; 2016. и 2020. | 27. јун 2012.      | 20. јун 2022.      | ДС/СПАС/СНС       |
| 14 | Бојан Бован           | 2020.               | 27. јул 2022.      |                    | СНС               |
| 15 | Ивана Николић         | 2024.               | 16. јул 2024.      |                    | СНС               |

## Привреда
Како је у време социјализма тешка индустрија сматрана покретачком силом целе привреде, тешка индустрија је деценијама доминирала и привредом Новог Београда. Ту су изграђени „Индустрија мотора и трактора“ (ИМТ), „Фабрика одливака и модела“ (ФОМ), бродоградилиште „Београд“ (некада Тито), топлана на Савском Насипу, фабрика електро-опреме „МИНЕЛ“. Са колапсом гигантских друштвених предузећа током 1990-их, економија Новог Београда је назадовала и преусмерила са на тровинска предузећа, а та тенденција се даље увећала током 2000-их.
Данас у привреди Новог Београда доминирају финансијски сектор, услужни сектор, комерцијално заступнички, трговачки, спортско-рекреативни и грађевински сектор.
У општини Нови Београд је на дан 31. октобра 2007. године било незапослено 12867 особа, од којих су 7379 жене (57%), а највише незапослених је са IV степеном стручне спреме.

## Култура и просвета
Нови Београд је пројектован као модеран град, али централна осовина (блокови 24, 25 и 26) са три трга - административним, културним и комерцијалним - никада није изведена по плану. Није реализована ни идеја културног кластера на Ушћу, па се у граду са више од 200.000 становника налази само један музеј (и то ван стамбеног подручја), док се позориште налази у оквиру Дома културе Студентски град. Ту је и најстарија културна институција Новог Београда: Библиотека "Вук Караџић" која је основана 1951. године. У блиској прошлости имала је 15 огранака и два пункта: у ИМТ-у и Бродоградилишту.
Музеј савремене уметности се налази на Ушћу. Градска влада је планирала да се на Ушћу изгради и зграда будуће Београдске опере. Овај план је током 2000. године наишао на отпор становника Новог Београда, чланова оперског ансамбла и најпознатијих архитеката и уметника који су сматрали да је Ушће врло лоше место за зграду опере.
Деценијама је Црква светог Ђорђа на Бежанији била једина црква у општини. Изградња нове Цркве светог Василија Острошког на Бежанији је почела 1996. године, док је изградња Цркве светог великомученика Димитрија почела 1998. године. Такође, у близини зграде СИВ-а и Београдске арене налази се Црква Светог Симеона Мироточивог. На Новом бежанијском гробљу налази се Црква Светог апостола Томе. Параклис Светог Јована Златоустог налази се у Студентском граду.
Образовање је имало већи приоритет од културе, те се на Новом Београду налази неколико основних, средњих и високих школа, као и Студентски град, комплекс зграда које чине највећи дом студената Универзитета у Београду. На Новом Београду налазе се следеће школе: Девета београдска гимназија, Десета београдска гимназија, Факултет драмских уметности, Средња туристичка школа, Средња школа графичког дизајна, Политехничка академија, Техничка школа „Нови Београд“ и Руска школа, као и приватни универзитети "Алфа" и "Мегатренд".

## Ноћни живот
Нови Београд пружа богати ноћни живот дуж обала Саве и Дунава. Оно што је почело углавном као клубови за дружење на сплавовима за речне риболовце током 1980-их, током 1990-их се развило у велике сплавове који су нудили храну и пиће уз уживо извођену турбо-фолк музику током 1990-их.

## Месне заједнице
Нови Београд је подељен на деветнаест месних заједница, то су:
1. Павиљони
2. Студентски град
3. Старо Сајмиште
4. Бежанија
5. Ледине
6. Фонтана
7. Париске комуне
8. Ушће
9. Икарус
10. Стари аеродром
11. Академија
12. Сава
13. Газела
14. Савски кеј
15. Бежанијски блокови
16. Дунавски кеј
17. Младост
18. Бежанијска коса
19. Др Иван Рибар

## Демографија
Не постоје засебна насеља у општини, пошто цела општина административно припада Граду Београду и у статистикама се наводи као део Београда. Област око скупштине општине и оближње кружног тока се сматра центром Новог Београда.
Нови Београд је по плановима подељен у блокове. Тренутно постоји 72 блока (уз неколико подблокова попут (али без никад изграђеног 27) Блока 70а). Стара језгра насеља Бежанија, Ада Међица и Мала Циганлија, као и област уз ауто-пут западно од Бежанијске косе нису подељени у блокове, док због административних промена, неки блокови (9, 9б, 50 и делови блокова 9а, 11 и 11ц) припадају општини Земун, која се простире северно од Новог Београда као једна непрекидна изграђена област.
Од почетка изградње 1948. Нови Београд је доживео нагли пораст броја становника, али је последњи попис показао да се број становника током 1990-их и 2000-их смањио.
У насељу Нови Београд живи 181.797 пунолетних становника, а просечна старост становништва износи 41,3 година (40,2 код мушкараца и 42,2 код жена). У насељу има 79.649 домаћинстава, а просечан број чланова по домаћинству је 2,73.
Ово насеље је углавном насељено Србима (према попису из 2002. године).
|             | \| Демографија[10] \| Демографија[10] \| Демографија[10] \| \| Година \| Становника \| Становника \| \| --------------- \| --------------- \| --------------- \| \| 1948. \| 9.195 \| \| \| 1953. \| 11.339 \| \| \| 1961. \| 33.347 \| \| \| 1971. \| 92.200 \| \| \| 1981. \| 173.541 \| \| \| 1991. \| 224.424 \| 218.633 \| \| 2002. \| 217.773 \| 225.575 \| \| 2011. \| 214.506 \| \| \| 2022. \| 209.763 \| \| |            |
| Демографија | |            |
| Година      | Становника | Становника |
| 1948.       | 9.195 |            |
| 1953.       | 11.339 |            |
| 1961.       | 33.347 |            |
| 1971.       | 92.200 |            |
| 1981.       | 173.541 |            |
| 1991.       | 224.424 | 218.633    |
| 2002.       | 217.773 | 225.575    |
| 2011.       | 214.506 |            |
| 2022.       | 209.763 |            |

| Етнички састав према попису из 2022.‍ | Етнички састав према попису из 2022.‍ | Етнички састав према попису из 2022.‍ | Етнички састав према попису из 2022.‍ | Етнички састав према попису из 2022.‍ |
| ------------------------------------ | ------------------------------------ | ------------------------------------ | ------------------------------------ | ------------------------------------ |
|                                      |                                      |                                      |                                      |                                      |
| Срби                                 | Срби                                 |                                      | 178.784                              | 85,23%                               |
| Југословени                          | Југословени                          |                                      | 2.262                                | 1,08%                                |
| Роми                                 | Роми                                 |                                      | 1.576                                | 0,76%                                |
| Руси                                 | Руси                                 |                                      | 1.071                                | 0,51%                                |
| остало                               | остало                               |                                      | 6.269                                | 2,98%                                |
| непознато                            | непознато                            |                                      | 1.676                                | 0,79%                                |

| Етнички састав према попису из 2002.‍ | Етнички састав према попису из 2002.‍ | Етнички састав према попису из 2002.‍ | Етнички састав према попису из 2002.‍ | Етнички састав према попису из 2002.‍ |
| ------------------------------------ | ------------------------------------ | ------------------------------------ | ------------------------------------ | ------------------------------------ |
|                                      |                                      |                                      |                                      |                                      |
| Срби                                 | Срби                                 |                                      | 187.253                              | 85,98%                               |
| Југословени                          | Југословени                          |                                      | 5.341                                | 2,45%                                |
| Црногорци                            | Црногорци                            |                                      | 5.233                                | 2,40%                                |
| Хрвати                               | Хрвати                               |                                      | 2.520                                | 1,15%                                |
| Роми                                 | Роми                                 |                                      | 2.371                                | 1,08%                                |
| Македонци                            | Македонци                            |                                      | 1.683                                | 0,77%                                |
| Муслимани                            | Муслимани                            |                                      | 829                                  | 0,38%                                |
| Словенци                             | Словенци                             |                                      | 536                                  | 0,24%                                |
| Мађари                               | Мађари                               |                                      | 411                                  | 0,18%                                |
| Бошњаци                              | Бошњаци                              |                                      | 285                                  | 0,13%                                |
| Албанци                              | Албанци                              |                                      | 268                                  | 0,12%                                |
| Горанци                              | Горанци                              |                                      | 255                                  | 0,11%                                |
| Руси                                 | Руси                                 |                                      | 191                                  | 0,08%                                |
| Словаци                              | Словаци                              |                                      | 177                                  | 0,08%                                |
| Бугари                               | Бугари                               |                                      | 137                                  | 0,06%                                |
| Румуни                               | Румуни                               |                                      | 99                                   | 0,04%                                |
| Чеси                                 | Чеси                                 |                                      | 83                                   | 0,03%                                |
| Немци                                | Немци                                |                                      | 58                                   | 0,02%                                |
| Украјинци                            | Украјинци                            |                                      | 56                                   | 0,02%                                |
| Русини                               | Русини                               |                                      | 49                                   | 0,02%                                |
| Буњевци                              | Буњевци                              |                                      | 46                                   | 0,02%                                |
| Власи                                | Власи                                |                                      | 12                                   | 0,00%                                |
| непознато                            | непознато                            |                                      | 1.676                                | 0,76%                                |

| \| \| м \| \| \| ж \| \| ? \| 468 \| \| \| 484 \| \| 80+ \| 1.498 \| \| \| 1.750 \| \| 75—79 \| 3.957 \| \| \| 4.123 \| \| 70—74 \| 4.194 \| \| \| 6.420 \| \| 65—69 \| 6.049 \| \| \| 7.400 \| \| 60—64 \| 6.115 \| \| \| 7.531 \| \| 55—59 \| 5.436 \| \| \| 6.740 \| \| 50—54 \| 8.850 \| \| \| 10.865 \| \| 45—49 \| 8.978 \| \| \| 10.990 \| \| 40—44 \| 6.658 \| \| \| 8.144 \| \| 35—39 \| 6.092 \| \| \| 7.091 \| \| 30—34 \| 6.888 \| \| \| 7.364 \| \| 25—29 \| 7.483 \| \| \| 8.129 \| \| 20—24 \| 7.968 \| \| \| 8.147 \| \| 15—19 \| 6.992 \| \| \| 6.850 \| \| 10—14 \| 5.445 \| \| \| 5.082 \| \| 5—9 \| 4.703 \| \| \| 4.570 \| \| 0—4 \| 4.251 \| \| \| 4.068 \| \| Просек : \| 40,2 \| \| \| 42,2 \| |       |  |  |        |
| |       |  |  |        |
| | м     |  |  | ж      |
| ? | 468   |  |  | 484    |
| 80+ | 1.498 |  |  | 1.750  |
| 75—79 | 3.957 |  |  | 4.123  |
| 70—74 | 4.194 |  |  | 6.420  |
| 65—69 | 6.049 |  |  | 7.400  |
| 60—64 | 6.115 |  |  | 7.531  |
| 55—59 | 5.436 |  |  | 6.740  |
| 50—54 | 8.850 |  |  | 10.865 |
| 45—49 | 8.978 |  |  | 10.990 |
| 40—44 | 6.658 |  |  | 8.144  |
| 35—39 | 6.092 |  |  | 7.091  |
| 30—34 | 6.888 |  |  | 7.364  |
| 25—29 | 7.483 |  |  | 8.129  |
| 20—24 | 7.968 |  |  | 8.147  |
| 15—19 | 6.992 |  |  | 6.850  |
| 10—14 | 5.445 |  |  | 5.082  |
| 5—9 | 4.703 |  |  | 4.570  |
| 0—4 | 4.251 |  |  | 4.068  |
| Просек : | 40,2  |  |  | 42,2   |

| Година пописа     | 1948. | 1953. | 1961.  | 1971.  | 1981.  | 1991.  | 2002.  |
| ----------------- | ----- | ----- | ------ | ------ | ------ | ------ | ------ |
| Број домаћинстава | 2.905 | 3.864 | 11.936 | 31.405 | 57.244 | 69.933 | 79.649 |

| Број чланова      | 1      | 2      | 3      | 4      | 5     | 6     | 7   | 8  | 9  | 10 и више | Просек |
| ----------------- | ------ | ------ | ------ | ------ | ----- | ----- | --- | -- | -- | --------- | ------ |
| Број домаћинстава | 17.036 | 20.463 | 18.198 | 17.575 | 4.484 | 1.424 | 301 | 95 | 44 | 29        | 2,73   |

| Пол    | Укупно  | Неожењен/Неудата | Ожењен/Удата | Удовац/Удовица | Разведен/Разведена | Непознато |
| ------ | ------- | ---------------- | ------------ | -------------- | ------------------ | --------- |
| Мушки  | 87.626  | 28.251           | 52.330       | 3.320          | 3.407              | 318       |
| Женски | 102.028 | 27.267           | 53.029       | 13.967         | 7.494              | 271       |
| УКУПНО | 189.654 | 55.518           | 105.359      | 17.287         | 10.901             | 589       |

| Пол    | Укупно                    | Пољопривреда, лов и шумарство | Рибарство                            | Вађење руде и камена | Прерађивачка индустрија       |
| ------ | ------------------------- | ----------------------------- | ------------------------------------ | -------------------- | ----------------------------- |
| Мушки  | 39.199                    | 322                           | 7                                    | 55                   | 6.998                         |
| Женски | 39.011                    | 214                           | 10                                   | 48                   | 5.243                         |
| Укупно | 78.210                    | 536                           | 17                                   | 103                  | 12.241                        |
|        |                           |                               |                                      |                      |                               |
| Пол    | Производња и снабдевање   | Грађевинарство                | Трговина                             | Хотели и ресторани   | Саобраћај, складиштење и везе |
| Мушки  | 809                       | 2.580                         | 7.797                                | 950                  | 4.458                         |
| Женски | 298                       | 998                           | 7.998                                | 1.051                | 2.432                         |
| Укупно | 1.107                     | 3.578                         | 15.795                               | 2.001                | 6.890                         |
|        |                           |                               |                                      |                      |                               |
| Пол    | Финансијско посредовање   | Некретнине                    | Државна управа и одбрана             | Образовање           | Здравствени и социјални рад   |
| Мушки  | 867                       | 4.023                         | 4.737                                | 1.589                | 1.540                         |
| Женски | 2.051                     | 3.341                         | 3.587                                | 3.366                | 5.867                         |
| Укупно | 2.918                     | 7.364                         | 8.324                                | 4.955                | 7.407                         |
|        |                           |                               |                                      |                      |                               |
| Пол    | Остале услужне активности | Приватна домаћинства          | Екстериторијалне организације и тела | Непознато            | Непознато                     |
| Мушки  | 2.247                     | 12                            | 29                                   | 179                  | 179                           |
| Женски | 2.274                     | 63                            | 26                                   | 144                  | 144                           |
| Укупно | 4.521                     | 75                            | 55                                   | 323                  | 323                           |

## Критике
Када је Нови Београд пројектован и изграђиван крајем 1940-их и 1950-их главни циљ је био да се подигне што више зграда што је пре могуће како би се задовољиле потребе растућег броја становника услед миграција и великог прираштаја.
Почетком 1980-их песма Рибље чорбе „Нећу да живим у Блоку 65“ пева о депресивној особи која мрзи свет јер је окружена бетоном Новог Београда, док је у скорашњим филмовима Нови Београд представљен као српска верзија црначких гета попут оних у Харлему, Бруклину и Бронксу. Најочигледнији пример за то је филм „1 на 1“ из 2002. који приказује групу српских тинејџера који репују, пуцају из пиштоља, играју уличну кошарку и окривљују живот у Новом Београду за многе своје проблеме. Други филмови, попут „Апсолутних 100“ и „Ране“ такође приказују Нови Београд у негативном светлу, али они имају другачији угао посматрања, јер смештају своје приче у контекст 1990-их када су рат у бившој Југославији и међународна изолација знатно погоршали живот људи у Србији.

## Градови побратими
Нови Београд је побратимљен са следећим градовима и општинама:
- Белфор, Франш-Конте, Француска
- Карпош, Македонија
- Ксанти, Грчка
- Праг 7, Чешка
- Бања Лука, Република Српска, Босна и Херцеговина
- Метлика, Словенија

## Галерија
- Зграда предузећа Трудбеник
- Полукружна панорама, снимљена са источног краја НБ
- Поглед ка југ-југозападу по ноћи.
- Музеј савремене уметности у близини Ушћа
- Западна капија Београда, позната по називу Генекс.
- Црква светог Великомученика Димитрија.
- Црква светог Василија Острошког
- Једна од зграда Мерцедеса - још један пример занимљиве архитектуре на југу блока 38
- Једна од две телевизорке, које су заштитни знак блока 28, једног од најстаријих насеља на Новом Београду
- Део комплекса хотела Хајат, 20. блок
- Нови Меркатор, блок 31
- Модел авиона 1:1 у парку старог аеродрома, на Новом Београду, Блок 65 (2006)
- Савоград, пословни део Новог Београда
- Насеље Белвил на Новом Београду
- Залазак сунца на Новом Београду
- Поглед на Нови Београд и ушће са Калемегдана
- Нови Београд ноћу
- Улица Јурија Гагарина